# Lawu
Lawu is een vulkaan op het eiland Java, Indonesië. Het is een stratovulkaan met een hoogte van 3265 meter.